# Wilhelm Richard von Schöning
Wilhelm Richard von Schöning (* 1709; † 1781 in Lippehne) war ein preußischer Landrat, der von 1758 bis 1765 dem Kreis Soldin vorstand. 

## Leben
Er war der älteste Sohn des Gutsbesitzers Lupold Ernst von Schöning († 1712), Erbherrn auf Plönzig im Kreis Pyritz, und dessen Gemahlin Eva Benigna, einer geborenen von Wedel († 1736). Die Familie von Schöning gehört zu den ältesten pommerschen Adelsgeschlechtern. Welche Bildung Wilhelm Richard von Schöning erhielt, ist nicht überliefert. 
Schöning bewirtschaftete zunächst den ererbten Gutsanteil Plönzig, den er 1753 verkaufte. 1754 kaufte er von dem Landrat Lorenz George von Wedel dessen Gutsanteil Kossin mit Vorwerk Mützelburg. Kossin lag ebenfalls im pommerschen Kreis Pyritz, das Vorwerk Mützelburg im benachbarten neumärkischen Kreis Soldin. Schöning erwarb den Anteil Kossin (b), also die eine Hälfte des Dorfes, bestehend aus einem Ackerwerk, drei Bauernstellen und drei Kossätenstellen.
Im Jahre 1758 wurde er nach dem Tode des Landrates Christian Friedrich von Küssow Landrat des Kreises Soldin in der Neumark. 1765 nahm er seinen Abschied, sein Nachfolger wurde sein Schwiegersohn Christian Ludwig von Restorff. 
Wegen wirtschaftlicher Schwierigkeiten musste Wilhelm Richard von Schöning 1767 ein Konkursverfahren über sein Vermögen hinnehmen. 1772 trat er das Gut Kossin an seine zweite Ehefrau und seine vier Söhne ab. 1780 wurde er zu einer Festungshaft von 2 Monaten verurteilt. 
Wilhelm Richard von Schöning war in erster Ehe mit Marie Eleonore von Papstein verheiratet, die 1733 bei der Geburt ihrer ersten Tochter starb. In zweiter Ehe heiratete er Eleonore Sophie von Papstein, aus derselben Familie. Aus der Ehe gingen 17 Kinder hervor. Die Tochter Sophie Wilhelmine von Schöning (* 1736; † 1766) heiratete 1765 Christian Ludwig von Restorff, Schönings Nachfolger als Landrat. Die Tochter Louise Tugendreich (* 1741; † 1818) war mit dem preußischen Oberst Leopold von Hagen (* 1742; † 1823) verheiratet, ihr Sohn Hans von Hagen (* 1775; † 1851) wurde preußischer Generalmajor. Der Sohn Ernst von Schöning (* 1743; † 1823) wurde preußischer Generalleutnant.